# گیشدر (سرده)
گیشدر، گیشتر (نام علمی: Periploca) نام یک سرده از تیره خرزهره‌ایان است.